# 라이언 앤더슨 (1988년)

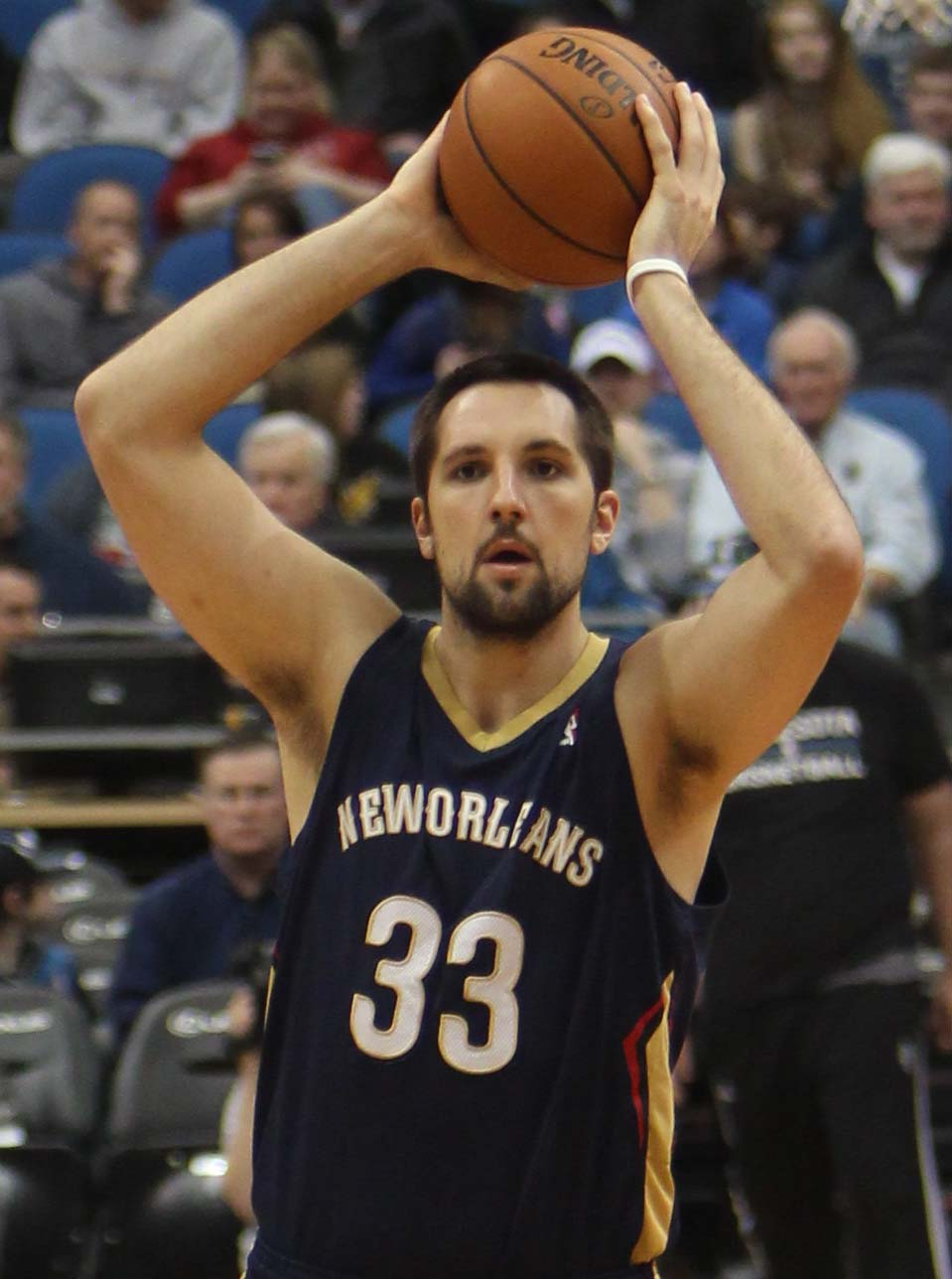

라이언 앤더슨(Ryan Anderson, 본명: 라이언 제임스 앤더슨, Ryan James Anderson, 1988년 5월 6일 ~ )은 미국의 전직 프로 농구 선수이다. 캘리포니아 골든 베어스(California Golden Bears)에서 대학 농구를 했다.
앤더슨은 2008년 NBA 드래프트에서 전체 21순위로 뉴저지 네츠에 선정되었고, 뉴저지 네츠는 2009년 6월 그를 올랜도 매직으로 트레이드했다. 매직과 함께 그는 2012년 NBA 최우수 선수상을 받았다. 2012년 7월, 앤더슨은 뉴올리언스 호네츠로 트레이드됐고, 2013년 4월 펠리컨스로 이름을 바꿨다. 2016년 7월 휴스턴 로케츠와 FA로 계약했고 2018년 8월 피닉스 선즈로 트레이드됐다. 앤더슨은 마이애미로 트레이드됐다. 2019년 2월 히트를 기록하고 같은 해 9월 로키츠로 복귀했다가 두 달 후 면제되었다.

## 프로 경력
- 뉴저지 네츠(2008~2009)
- 올랜도 매직 (2009-2012)
- 뉴올리언스 호네츠 / 펠리컨스 (2012-2016)
- 휴스턴 로케츠(2016~2018)
- 피닉스 선즈(2018~2019)
- 마이애미 히트 (2019)
- 리턴 투 휴스턴 (2019)